# Eupristina belgaumensis
Eupristina belgaumensis is een vliesvleugelig insect uit de familie vijgenwespen (Agaonidae). De wetenschappelijke naam is voor het eerst geldig gepubliceerd in 1954 door Joseph.